# RTTI
RTTI (Run-Time Type Information, tj. informace o typu za běhu) nebo Run-Time Type Identification
(tj. typová identifikace za běhu) je v informatice technika používaná v programovacím jazyce C++, která odhaluje informaci o datovém typu objektu za běhu programu. RTTI může být aplikována jak na jednoduché datové typy (např. celá čísla, znaky), tak také na generické datové typy. Tato technika je specializací jazyka C++, která rozšiřuje obecný koncept techniky nazývané typová introspekce. Podobné techniky jsou ovšem známé i z jiných programovacích jazyků, jako je například Delphi (Object Pascal).
Zajímavostí pak je, že v původní implementaci jazyka C++ tato technika nebyla vložena, jelikož se její autor Bjarne Stroustrup domníval, že by byl mechanismus velmi často používán špatným způsobem.

## Vlastnosti
Základními částmi RTTI v C++ jsou operátor přetypování dynamic_cast<> a operátor typeid.
Tyto funkce pro zjištění datového typu za běhu programu umožňují bezpečnější přetypování či jinou manipulaci s datovými typy.
RTTI je dostupná pouze pro polymorfní třídy, což znamená, že třída musí mít nejméně jednu virtuální metodu. V praxi tato podmínka ovšem nepředstavuje žádný problém, jelikož základní třídy musí mít virtuální destruktor, tak aby objekty odvozených tříd mohly provést řádné vyčištění paměti, pokud jsou mazány pomocí ukazatele na základní datový typ.
RTTI je v některých kompilátorech pouze volitelnou součástí, programátor si tak může během procesu kompilace zvolit, jestli funkce bude nebo nebude obsažena. To může také způsobit zvýšení nároků na zdroje, v případě že je technika RTTI vložena ale není používána.

## Ukázka v jazyce C++
```
//Ukazatel na objekt třídy předka může odkazovat na objekt libovolné třídy, která 

//je z něj poděděna. RTTI lze použít ke zjištění jakého typu (některá ze tříd 

//dědící z předka) je objekt, na který je odkazováno ukazatelem předka.

#include
 
<iostream>

//Pro použití operátoru typeid je nutno připojit knihovnu typeinfo

#include
 
<typeinfo>

class
 
Predek

{

public
:

    
virtual
 
~
Predek
()

    
{

    
}
 

};

class
 
Potomek
:
 
public
 
Predek

{

};

int
 
main
()

{

    
Predek
*
 
potomek1
 
=
 
new
 
Potomek
();

    
Potomek
*
 
potomek2
 
=
 
nullptr
;

    
//Použití operátoru typeid

    
const
 
std
::
type_info
&
 
info
=
typeid
(
*
potomek1
);

    
if
(
info
 
==
 
typeid
(
Potomek
))

    
{

        
std
::
cout
<<
"Ukazatel potomek1 ukazuje na objekt třídy Potomek
\n
"
;

    
}

    
else

    
{

        
std
::
cout
<<
"Ukazatel potomek1 ukazuje na objekt třídy Predek
\n
"
;

    
}

    
try

    
{

        
//Tohle není nedefinované chování-vyhodí to výjimku std::bad_typeid

        
typeid
(
*
potomek2
);
//potomek2 je nulový ukazatel

    
}

    
catch
(
std
::
bad_typeid
 
err
)

    
{

    
}

    
//Použití operátoru přetypování dynamic_cast

    
potomek2
 
=
 
dynamic_cast
<
Potomek
*>
(
potomek1
);

    
if
 
(
potomek2
 
!=
 
nullptr
)

    
{

        
std
::
cout
<<
"Ukazatel potomek1 ukazuje na objekt třídy Potomek
\n
"
;

    
}

    
else

    
{

        
std
::
cout
<<
"Ukazatel potomek1 ukazuje na objekt třídy Predek
\n
"
;

    
}

    
//Potřebný virtuální destruktor 

    
delete
 
potomek1
;

    
delete
 
predek
;

    
return
 
0
;

}

```

Příklad ve kterém je RTTI použito k porovnání:
```
class
 
Predek

{

public
:
  

    
virtual
 
~
Predek
(){}

};

class
 
Potomek
 
:
 
public
 
Predek

{

public
:

    
Potomek
()
 
{}

    
virtual
 
~
Potomek
()
 
{}

    
int
 
porovnej
 
(
Potomek
&
 
ref
);

};

int
 
mojePorovnavaciMetodaSlouziciKSerazovani
 
(
Predek
&
 
ref1
,
 
Predek
&
 
ref2
)

{

    
Potomek
&
 
p
 
=
 
dynamic_cast
<
Potomek
&>
(
ref1
);
 
//užití RTTI

    
//Poznámka: Pokud se přetypování nepovede, RTTI umožňuje procesu vyhodit výjimku bad_cast exception

    
return
 
p
.
porovnej
 
(
dynamic_cast
<
Potomek
&>
(
ref2
));

}

```